# Atlassian
Atlassian Corporation Plc (/ətˈlæsiən/) este o companie australiană multinațională de software care dezvoltă produse pentru dezvoltare software, management de proiecte și management de conținut.

## Istorie
Atlassian a fost fondată în 2002 în Sydney de doi studenți, Scott Farquhar (en) și Mike Cannon-Brookes.
Numele său este inspirat de titanul Atlas din mitologia greacă. Derivarea a fost reflectată în logo-ul companiei, folosit din 2011 până în 2017, prin intermediul unei figuri albastre în formă de x care ține ceea ce este prezentat ca fiind fundalul cerului.
În 2010, avea 225 de angajați localizați în Sydney, San Francisco și Amsterdam, iar în 2016 avea peste 1.760 de angajați.
În noiembrie 2015, Atlassian a anunțat venituri de 320 de milioane de dolari, iar Shona Brown a fost numită în consiliul său de administrație. La 10 decembrie 2015, Atlassian și-a început oferta publică inițială pe bursa NASDAQ sub simbolul TEAM, ridicându-și capitalizarea de piață la 4,37 miliarde de dolari.
În ianuarie 2017, Atlassian a achiziționat Trello pentru 425 de milioane de dolari.
În octombrie 2020, Atlassian a anunțat încetarea suportului pentru produsele sale pentru servere, vânzările urmând să se încheie în februarie 2021, pentru a se concentra pe afacerile de cloud și centre de date.